# Charlotte Radcliffe
Charlotte Helen Radcliffe (geboren 3. August 1903 in Garston, Merseyside; gestorben 12. Dezember 1979 in Liverpool) war eine britische Schwimmerin.

## Karriere
Radcliffe startete bei den Olympischen Spielen 1920 in Antwerpen für das britische Team im 100-Meter-Freistilschwimmen. Sie belegte hierbei in ihrem Halbfinale jedoch nur den siebten Platz, was nicht für die Qualifikation ins Finale reichte.
Zudem trat sie zusammen mit Hilda James, Constance Jeans und Grace McKenzie in der 4-mal-100-Meter Freistilstaffel an und gewann in einer Zeit vom 5:40,8 Minuten hinter dem US-amerikanischen Team die Silbermedaille.
Radcliffe war eine Großtante der erfolgreichen Langstreckenläuferin Paula Radcliffe.